# Questioni pregiudiziali
Le questioni pregiudiziali sono aspetti che emergono in un processo penale e che comportano il giudizio anche di un giudice civile o viceversa, al fine di assicurare l'unità di giurisdizione e decisioni contrastanti in sedi diverse. Dal 1988, con la riforma dell'ordinamento penale, è prevista soltanto la questione pregiudiziale civile a procedimento penale, al contrario di quanto era previsto dall'art.2 del vecchio codice abrogato.
La norma di riferimento di tale istituto è l'art.2 comma 1° e parte del 2 °C.p.p.
Si desume inequivocabilmente, pertanto, che quando sussiste una questione pregiudiziale civile o amministrativa, il giudice penale deve risolvere la questione senza sospensione del processo.

## Eccezioni
La regola dell'art.2 subisce molte deroghe ed eccezioni.
(art. 3 c.p.p.)
All'art.3 si aggiunge il 479:
(art. 479 c.p.p.)
L'ipotesi prevista dall'art.479 è attuabile solo nella fase dibattimentale.

## Efficacia della sentenza penale
L'art. 651 e 652 regolano i casi in cui una sentenza penale è vincolante ed ha efficacia anche nei giudizi civile ed amministrativo.
2. La stessa efficacia ha la sentenza irrevocabile di condanna pronunciata a norma dell’art. 442, salvo che vi si opponga la parte civile che non abbia accettato il rito abbreviato.»
(art. 651 c.p.p. - Efficacia della sentenza penale di condanna nel giudizio civile o amministrativo di danno)
(art. 652 c.p.p. - Efficacia della sentenza penale di assoluzione nel giudizio civile o amministrativo di danno)
| Controllo di autorità | Thesaurus BNCF 55196 · LCCN (EN) sh85106312 · BNF (FR) cb119721691 (data) · J9U (EN, HE) 987007533804005171 |